# Tour des Émirats arabes unis 2021
Le Tour des Émirats arabes unis 2021 est la 3e édition de cette course cycliste masculine sur route, organisée du 21 au 27 février aux Émirats arabes unis.
C'est la première épreuve de l'UCI World Tour 2021, le calendrier le plus important du cyclisme sur route. La course est remportée par le Slovène Tadej Pogačar, membre de l'équipe locale UAE Team Emirates. Le Britannique Adam Yates (INEOS Grenadiers) et le Portugais João Almeida (Deceuninck-Quick Step) complètent le podium, terminant respectivement deuxième et troisième.

## Équipes
Vingt équipes participent à la course : les dix-neuf WorldTeams et l'équipe Alpecin-Fenix.
| WorldTeams (19)- AG2R Citroën Team - Astana-Premier Tech - Bahrain Victorious - Bora-Hansgrohe - Cofidis - Deceuninck-Quick Step - EF Education-Nippo - Groupama-FDJ - Ineos Grenadiers - Intermarché-Wanty-Gobert Matériaux - Israel Start-Up Nation - Jumbo-Visma - Lotto Soudal - Movistar Team - Team BikeExchange - Team DSM - Qhubeka Assos - Trek-Segafredo - UAE Team Emirates ProTeam- Alpecin-Fenix |
| |

## Étapes
| Étape     | Date    | Villes étapes                             | type                        | Distance (km) | Vainqueur d'étape    | Leader du classement général |
| --------- | ------- | ----------------------------------------- | --------------------------- | ------------- | -------------------- | ---------------------------- |
| 1re étape | 21 fév. | Al Dhafra Castle – Al Mirfa               | étape de plaine             | 176           | Mathieu van der Poel | Mathieu van der Poel         |
| 2e étape  | 22 fév. | Al Hudayriat Island – Al Hudayriat Island | contre-la-montre individuel | 13            | Filippo Ganna        | Tadej Pogačar                |
| 3e étape  | 23 fév. | Al-Aïn – Jebel Hafeet                     | étape de montagne           | 166           | Tadej Pogačar        | Tadej Pogačar                |
| 4e étape  | 24 fév. | Île d'Al Marjan – Île d'Al Marjan         | étape de plaine             | 204           | Sam Bennett          | Tadej Pogačar                |
| 5e étape  | 25 fév. | Fujaïrah – Jabal Bil Ays                  | étape de montagne           | 170           | Jonas Vingegaard     | Tadej Pogačar                |
| 6e étape  | 26 fév. | Palm Deira – Palm Jumeirah                | étape de plaine             | 168           | Sam Bennett          | Tadej Pogačar                |
| 7e étape  | 27 fév. | Yas Mall – Abou Dabi                      | étape de plaine             | 147           | Caleb Ewan           | Tadej Pogačar                |

## Déroulement de la course

### 1reétape
| \| Classement de l'étape \| Classement de l'étape \| Classement de l'étape \| Classement de l'étape \| Classement de l'étape \| \| Coureur \| Coureur \| Pays \| Équipe \| Temps \| \| --------------------- \| --------------------- \| --------------------- \| --------------------- \| --------------------- \| \| 1er \| Mathieu van der Poel \| Pays-Bas \| Alpecin-Fenix \| 3 h 45 min 47 s \| \| 2e \| David Dekker \| Pays-Bas \| Jumbo-Visma \| + 0 s \| \| 3e \| Michael Mørkøv \| Danemark \| Deceuninck-Quick Step \| + 0 s \| \| 4e \| Emīls Liepiņš \| Lettonie \| Trek-Segafredo \| + 0 s \| \| 5e \| Elia Viviani \| Italie \| Cofidis \| + 0 s \| \| 6e \| Tadej Pogačar \| Slovénie \| UAE Team Emirates \| + 0 s \| \| 7e \| Anthony Roux \| France \| Groupama-FDJ \| + 0 s \| \| 8e \| Chris Harper \| Australie \| Jumbo-Visma \| + 3 s \| \| 9e \| João Almeida \| Portugal \| Deceuninck-Quick Step \| + 3 s \| \| 10e \| Fausto Masnada \| Italie \| Deceuninck-Quick Step \| + 3 s \| |                      |           |                       |                 |
| |                      |           |                       |                 |
| Source : ProCyclingStats |                      |           |                       |                 |
| Classement de l'étape |                      |           |                       |                 |
| Coureur | Coureur              | Pays      | Équipe                | Temps           |
| 1er | Mathieu van der Poel | Pays-Bas  | Alpecin-Fenix         | 3 h 45 min 47 s |
| 2e | David Dekker         | Pays-Bas  | Jumbo-Visma           | + 0 s           |
| 3e | Michael Mørkøv       | Danemark  | Deceuninck-Quick Step | + 0 s           |
| 4e | Emīls Liepiņš        | Lettonie  | Trek-Segafredo        | + 0 s           |
| 5e | Elia Viviani         | Italie    | Cofidis               | + 0 s           |
| 6e | Tadej Pogačar        | Slovénie  | UAE Team Emirates     | + 0 s           |
| 7e | Anthony Roux         | France    | Groupama-FDJ          | + 0 s           |
| 8e | Chris Harper         | Australie | Jumbo-Visma           | + 3 s           |
| 9e | João Almeida         | Portugal  | Deceuninck-Quick Step | + 3 s           |
| 10e | Fausto Masnada       | Italie    | Deceuninck-Quick Step | + 3 s           |

| \| Classement général \| Classement général \| Classement général \| Classement général \| Classement général \| \| Coureur \| Coureur \| Pays \| Équipe \| Temps \| \| ------------------ \| -------------------- \| ------------------ \| --------------------- \| ------------------ \| \| 1er \| Mathieu van der Poel \| Pays-Bas \| Alpecin-Fenix \| 3 h 45 min 37 s \| \| 2e \| David Dekker \| Pays-Bas \| Jumbo-Visma \| + 4 s \| \| 3e \| Michael Mørkøv \| Danemark \| Deceuninck-Quick Step \| + 6 s \| \| 4e \| João Almeida \| Portugal \| Deceuninck-Quick Step \| + 7 s \| \| 5e \| Tadej Pogačar \| Slovénie \| UAE Team Emirates \| + 8 s \| \| 6e \| Emīls Liepiņš \| Lettonie \| Trek-Segafredo \| + 10 s \| \| 7e \| Elia Viviani \| Italie \| Cofidis \| + 10 s \| \| 8e \| Anthony Roux \| France \| Groupama-FDJ \| + 10 s \| \| 9e \| Damiano Caruso \| Italie \| Bahrain Victorious \| + 10 s \| \| 10e \| Chris Harper \| Australie \| Jumbo-Visma \| + 13 s \| |                      |           |                       |                 |
| |                      |           |                       |                 |
| Source : ProCyclingStats |                      |           |                       |                 |
| Classement général |                      |           |                       |                 |
| Coureur | Coureur              | Pays      | Équipe                | Temps           |
| 1er | Mathieu van der Poel | Pays-Bas  | Alpecin-Fenix         | 3 h 45 min 37 s |
| 2e | David Dekker         | Pays-Bas  | Jumbo-Visma           | + 4 s           |
| 3e | Michael Mørkøv       | Danemark  | Deceuninck-Quick Step | + 6 s           |
| 4e | João Almeida         | Portugal  | Deceuninck-Quick Step | + 7 s           |
| 5e | Tadej Pogačar        | Slovénie  | UAE Team Emirates     | + 8 s           |
| 6e | Emīls Liepiņš        | Lettonie  | Trek-Segafredo        | + 10 s          |
| 7e | Elia Viviani         | Italie    | Cofidis               | + 10 s          |
| 8e | Anthony Roux         | France    | Groupama-FDJ          | + 10 s          |
| 9e | Damiano Caruso       | Italie    | Bahrain Victorious    | + 10 s          |
| 10e | Chris Harper         | Australie | Jumbo-Visma           | + 13 s          |

### 2eétape
Leader à l'issue de la 1re étape, Mathieu van der Poel et l'intégralité de l'équipe Alpecin-Fenix sont contraints de se retirer de l'épreuve en raison d'un cas de Covid-19 parmi des membres de son staff.
| \| Classement de l'étape \| Classement de l'étape \| Classement de l'étape \| Classement de l'étape \| Classement de l'étape \| \| Coureur \| Coureur \| Pays \| Équipe \| Temps \| \| --------------------- \| --------------------- \| --------------------- \| ---------------------- \| --------------------- \| \| 1er \| Filippo Ganna \| Italie \| Ineos Grenadiers \| 13 min 56 s \| \| 2e \| Stefan Bissegger \| Suisse \| EF Education-Nippo \| + 14 s \| \| 3e \| Mikkel Bjerg \| Danemark \| UAE Team Emirates \| + 21 s \| \| 4e \| Tadej Pogačar \| Slovénie \| UAE Team Emirates \| + 24 s \| \| 5e \| Luis León Sánchez \| Espagne \| Astana-Premier Tech \| + 30 s \| \| 6e \| João Almeida \| Portugal \| Deceuninck-Quick Step \| + 30 s \| \| 7e \| Max Walscheid \| Allemagne \| Qhubeka Assos \| + 32 s \| \| 8e \| Stefan de Bod \| Afrique du Sud \| Astana-Premier Tech \| + 33 s \| \| 9e \| Daniel Martínez \| Colombie \| Ineos Grenadiers \| + 36 s \| \| 10e \| Matthias Brändle \| Autriche \| Israel Start-Up Nation \| + 38 s \| |                   |                |                        |             |
| |                   |                |                        |             |
| Source : ProCyclingStats |                   |                |                        |             |
| Classement de l'étape |                   |                |                        |             |
| Coureur | Coureur           | Pays           | Équipe                 | Temps       |
| 1er | Filippo Ganna     | Italie         | Ineos Grenadiers       | 13 min 56 s |
| 2e | Stefan Bissegger  | Suisse         | EF Education-Nippo     | + 14 s      |
| 3e | Mikkel Bjerg      | Danemark       | UAE Team Emirates      | + 21 s      |
| 4e | Tadej Pogačar     | Slovénie       | UAE Team Emirates      | + 24 s      |
| 5e | Luis León Sánchez | Espagne        | Astana-Premier Tech    | + 30 s      |
| 6e | João Almeida      | Portugal       | Deceuninck-Quick Step  | + 30 s      |
| 7e | Max Walscheid     | Allemagne      | Qhubeka Assos          | + 32 s      |
| 8e | Stefan de Bod     | Afrique du Sud | Astana-Premier Tech    | + 33 s      |
| 9e | Daniel Martínez   | Colombie       | Ineos Grenadiers       | + 36 s      |
| 10e | Matthias Brändle  | Autriche       | Israel Start-Up Nation | + 38 s      |

| \| Classement général \| Classement général \| Classement général \| Classement général \| Classement général \| \| Coureur \| Coureur \| Pays \| Équipe \| Temps \| \| ------------------ \| ------------------ \| ------------------ \| --------------------- \| ------------------ \| \| 1er \| Tadej Pogačar \| Slovénie \| UAE Team Emirates \| 4 h 00 min 05 s \| \| 2e \| João Almeida \| Portugal \| Deceuninck-Quick Step \| + 5 s \| \| 3e \| Mattia Cattaneo \| Italie \| Deceuninck-Quick Step \| + 18 s \| \| 4e \| Chris Harper \| Australie \| Jumbo-Visma \| + 33 s \| \| 5e \| Adam Yates \| Royaume-Uni \| Ineos Grenadiers \| + 39 s \| \| 6e \| Neilson Powless \| États-Unis \| EF Education-Nippo \| + 41 s \| \| 7e \| Anthony Roux \| France \| Groupama-FDJ \| + 45 s \| \| 8e \| David Dekker \| Pays-Bas \| Jumbo-Visma \| + 46 s \| \| 9e \| Michael Mørkøv \| Danemark \| Deceuninck-Quick Step \| + 47 s \| \| 10e \| Mattias Skjelmose \| Danemark \| Trek-Segafredo \| + 48 s \| |                   |             |                       |                 |
| |                   |             |                       |                 |
| Source : ProCyclingStats |                   |             |                       |                 |
| Classement général |                   |             |                       |                 |
| Coureur | Coureur           | Pays        | Équipe                | Temps           |
| 1er | Tadej Pogačar     | Slovénie    | UAE Team Emirates     | 4 h 00 min 05 s |
| 2e | João Almeida      | Portugal    | Deceuninck-Quick Step | + 5 s           |
| 3e | Mattia Cattaneo   | Italie      | Deceuninck-Quick Step | + 18 s          |
| 4e | Chris Harper      | Australie   | Jumbo-Visma           | + 33 s          |
| 5e | Adam Yates        | Royaume-Uni | Ineos Grenadiers      | + 39 s          |
| 6e | Neilson Powless   | États-Unis  | EF Education-Nippo    | + 41 s          |
| 7e | Anthony Roux      | France      | Groupama-FDJ          | + 45 s          |
| 8e | David Dekker      | Pays-Bas    | Jumbo-Visma           | + 46 s          |
| 9e | Michael Mørkøv    | Danemark    | Deceuninck-Quick Step | + 47 s          |
| 10e | Mattias Skjelmose | Danemark    | Trek-Segafredo        | + 48 s          |

### 3eétape
| \| Classement de l'étape \| Classement de l'étape \| Classement de l'étape \| Classement de l'étape \| Classement de l'étape \| \| Coureur \| Coureur \| Pays \| Équipe \| Temps \| \| --------------------- \| --------------------- \| --------------------- \| --------------------- \| --------------------- \| \| 1er \| Tadej Pogačar \| Slovénie \| UAE Team Emirates \| 3 h 58 min 27 s \| \| 2e \| Adam Yates \| Royaume-Uni \| Ineos Grenadiers \| + 0 s \| \| 3e \| Sergio Higuita \| Colombie \| EF Education-Nippo \| + 47 s \| \| 4e \| Emanuel Buchmann \| Allemagne \| Bora-Hansgrohe \| + 47 s \| \| 5e \| Harm Vanhoucke \| Belgique \| Lotto-Soudal \| + 47 s \| \| 6e \| João Almeida \| Portugal \| Deceuninck-Quick Step \| + 47 s \| \| 7e \| Florian Stork \| Allemagne \| Team DSM \| + 54 s \| \| 8e \| Neilson Powless \| États-Unis \| EF Education-Nippo \| + 54 s \| \| 9e \| Chris Harper \| Australie \| Jumbo-Visma \| + 1 min 00 s \| \| 10e \| Geoffrey Bouchard \| France \| AG2R Citroën Team \| + 1 min 09 s \| |                   |             |                       |                 |
| |                   |             |                       |                 |
| Source : ProCyclingStats |                   |             |                       |                 |
| Classement de l'étape |                   |             |                       |                 |
| Coureur | Coureur           | Pays        | Équipe                | Temps           |
| 1er | Tadej Pogačar     | Slovénie    | UAE Team Emirates     | 3 h 58 min 27 s |
| 2e | Adam Yates        | Royaume-Uni | Ineos Grenadiers      | + 0 s           |
| 3e | Sergio Higuita    | Colombie    | EF Education-Nippo    | + 47 s          |
| 4e | Emanuel Buchmann  | Allemagne   | Bora-Hansgrohe        | + 47 s          |
| 5e | Harm Vanhoucke    | Belgique    | Lotto-Soudal          | + 47 s          |
| 6e | João Almeida      | Portugal    | Deceuninck-Quick Step | + 47 s          |
| 7e | Florian Stork     | Allemagne   | Team DSM              | + 54 s          |
| 8e | Neilson Powless   | États-Unis  | EF Education-Nippo    | + 54 s          |
| 9e | Chris Harper      | Australie   | Jumbo-Visma           | + 1 min 00 s    |
| 10e | Geoffrey Bouchard | France      | AG2R Citroën Team     | + 1 min 09 s    |

| \| Classement général \| Classement général \| Classement général \| Classement général \| Classement général \| \| Coureur \| Coureur \| Pays \| Équipe \| Temps \| \| ------------------ \| ------------------ \| ------------------ \| --------------------- \| ------------------ \| \| 1er \| Tadej Pogačar \| Slovénie \| UAE Team Emirates \| 7 h 58 min 30 s \| \| 2e \| Adam Yates \| Royaume-Uni \| Ineos Grenadiers \| + 43 s \| \| 3e \| João Almeida \| Portugal \| Deceuninck-Quick Step \| + 1 min 03 s \| \| 4e \| Chris Harper \| Australie \| Jumbo-Visma \| + 1 min 43 s \| \| 5e \| Neilson Powless \| États-Unis \| EF Education-Nippo \| + 1 min 45 s \| \| 6e \| Mattias Skjelmose \| Danemark \| Trek-Segafredo \| + 2 min 36 s \| \| 7e \| Damiano Caruso \| Italie \| Bahrain Victorious \| + 2 min 38 s \| \| 8e \| Mattia Cattaneo \| Italie \| Deceuninck-Quick Step \| + 2 min 39 s \| \| 9e \| Rubén Fernández \| Espagne \| Cofidis \| + 3 min 32 s \| \| 10e \| Fausto Masnada \| Italie \| Deceuninck-Quick Step \| + 4 min 47 s \| |                   |             |                       |                 |
| |                   |             |                       |                 |
| Source : ProCyclingStats |                   |             |                       |                 |
| Classement général |                   |             |                       |                 |
| Coureur | Coureur           | Pays        | Équipe                | Temps           |
| 1er | Tadej Pogačar     | Slovénie    | UAE Team Emirates     | 7 h 58 min 30 s |
| 2e | Adam Yates        | Royaume-Uni | Ineos Grenadiers      | + 43 s          |
| 3e | João Almeida      | Portugal    | Deceuninck-Quick Step | + 1 min 03 s    |
| 4e | Chris Harper      | Australie   | Jumbo-Visma           | + 1 min 43 s    |
| 5e | Neilson Powless   | États-Unis  | EF Education-Nippo    | + 1 min 45 s    |
| 6e | Mattias Skjelmose | Danemark    | Trek-Segafredo        | + 2 min 36 s    |
| 7e | Damiano Caruso    | Italie      | Bahrain Victorious    | + 2 min 38 s    |
| 8e | Mattia Cattaneo   | Italie      | Deceuninck-Quick Step | + 2 min 39 s    |
| 9e | Rubén Fernández   | Espagne     | Cofidis               | + 3 min 32 s    |
| 10e | Fausto Masnada    | Italie      | Deceuninck-Quick Step | + 4 min 47 s    |

### 4eétape
| \| Classement de l'étape \| Classement de l'étape \| Classement de l'étape \| Classement de l'étape \| Classement de l'étape \| \| Coureur \| Coureur \| Pays \| Équipe \| Temps \| \| --------------------- \| --------------------- \| --------------------- \| --------------------- \| --------------------- \| \| 1er \| Sam Bennett \| Irlande \| Deceuninck-Quick Step \| 4 h 51 min 51 s \| \| 2e \| David Dekker \| Pays-Bas \| Jumbo-Visma \| + 0 s \| \| 3e \| Caleb Ewan \| Australie \| Lotto-Soudal \| + 0 s \| \| 4e \| Elia Viviani \| Italie \| Cofidis \| + 0 s \| \| 5e \| Matteo Moschetti \| Italie \| Trek-Segafredo \| + 0 s \| \| 6e \| Pascal Ackermann \| Allemagne \| Bora-Hansgrohe \| + 0 s \| \| 7e \| Phil Bauhaus \| Allemagne \| Bahrain Victorious \| + 0 s \| \| 8e \| Giacomo Nizzolo \| Italie \| Qhubeka Assos \| + 0 s \| \| 9e \| Fernando Gaviria \| Colombie \| UAE Team Emirates \| + 0 s \| \| 10e \| Kaden Groves \| Australie \| Team BikeExchange \| + 0 s \| |                  |           |                       |                 |
| |                  |           |                       |                 |
| Source : ProCyclingStats |                  |           |                       |                 |
| Classement de l'étape |                  |           |                       |                 |
| Coureur | Coureur          | Pays      | Équipe                | Temps           |
| 1er | Sam Bennett      | Irlande   | Deceuninck-Quick Step | 4 h 51 min 51 s |
| 2e | David Dekker     | Pays-Bas  | Jumbo-Visma           | + 0 s           |
| 3e | Caleb Ewan       | Australie | Lotto-Soudal          | + 0 s           |
| 4e | Elia Viviani     | Italie    | Cofidis               | + 0 s           |
| 5e | Matteo Moschetti | Italie    | Trek-Segafredo        | + 0 s           |
| 6e | Pascal Ackermann | Allemagne | Bora-Hansgrohe        | + 0 s           |
| 7e | Phil Bauhaus     | Allemagne | Bahrain Victorious    | + 0 s           |
| 8e | Giacomo Nizzolo  | Italie    | Qhubeka Assos         | + 0 s           |
| 9e | Fernando Gaviria | Colombie  | UAE Team Emirates     | + 0 s           |
| 10e | Kaden Groves     | Australie | Team BikeExchange     | + 0 s           |

| \| Classement général \| Classement général \| Classement général \| Classement général \| Classement général \| \| Coureur \| Coureur \| Pays \| Équipe \| Temps \| \| ------------------ \| ------------------ \| ------------------ \| --------------------- \| ------------------ \| \| 1er \| Tadej Pogačar \| Slovénie \| UAE Team Emirates \| 12 h 50 min 21 s \| \| 2e \| Adam Yates \| Royaume-Uni \| Ineos Grenadiers \| + 43 s \| \| 3e \| João Almeida \| Portugal \| Deceuninck-Quick Step \| + 1 min 03 s \| \| 4e \| Chris Harper \| Australie \| Jumbo-Visma \| + 1 min 43 s \| \| 5e \| Neilson Powless \| États-Unis \| EF Education-Nippo \| + 1 min 45 s \| \| 6e \| Mattias Skjelmose \| Danemark \| Trek-Segafredo \| + 2 min 36 s \| \| 7e \| Mattia Cattaneo \| Italie \| Deceuninck-Quick Step \| + 2 min 38 s \| \| 8e \| Damiano Caruso \| Italie \| Bahrain Victorious \| + 2 min 38 s \| \| 9e \| Rubén Fernández \| Espagne \| Cofidis \| + 3 min 32 s \| \| 10e \| Fausto Masnada \| Italie \| Deceuninck-Quick Step \| + 4 min 47 s \| |                   |             |                       |                  |
| |                   |             |                       |                  |
| Source : ProCyclingStats |                   |             |                       |                  |
| Classement général |                   |             |                       |                  |
| Coureur | Coureur           | Pays        | Équipe                | Temps            |
| 1er | Tadej Pogačar     | Slovénie    | UAE Team Emirates     | 12 h 50 min 21 s |
| 2e | Adam Yates        | Royaume-Uni | Ineos Grenadiers      | + 43 s           |
| 3e | João Almeida      | Portugal    | Deceuninck-Quick Step | + 1 min 03 s     |
| 4e | Chris Harper      | Australie   | Jumbo-Visma           | + 1 min 43 s     |
| 5e | Neilson Powless   | États-Unis  | EF Education-Nippo    | + 1 min 45 s     |
| 6e | Mattias Skjelmose | Danemark    | Trek-Segafredo        | + 2 min 36 s     |
| 7e | Mattia Cattaneo   | Italie      | Deceuninck-Quick Step | + 2 min 38 s     |
| 8e | Damiano Caruso    | Italie      | Bahrain Victorious    | + 2 min 38 s     |
| 9e | Rubén Fernández   | Espagne     | Cofidis               | + 3 min 32 s     |
| 10e | Fausto Masnada    | Italie      | Deceuninck-Quick Step | + 4 min 47 s     |

### 5eétape
| \| Classement de l'étape \| Classement de l'étape \| Classement de l'étape \| Classement de l'étape \| Classement de l'étape \| \| Coureur \| Coureur \| Pays \| Équipe \| Temps \| \| --------------------- \| --------------------- \| --------------------- \| ---------------------- \| --------------------- \| \| 1er \| Jonas Vingegaard \| Danemark \| Jumbo-Visma \| 4 h 19 min 08 s \| \| 2e \| Tadej Pogačar \| Slovénie \| UAE Team Emirates \| + 3 s \| \| 3e \| Adam Yates \| Royaume-Uni \| Ineos Grenadiers \| + 3 s \| \| 4e \| Sergio Higuita \| Colombie \| EF Education-Nippo \| + 5 s \| \| 5e \| João Almeida \| Portugal \| Deceuninck-Quick Step \| + 6 s \| \| 6e \| Nick Schultz \| Australie \| Team BikeExchange \| + 6 s \| \| 7e \| Sepp Kuss \| États-Unis \| Jumbo-Visma \| + 8 s \| \| 8e \| Wout Poels \| Pays-Bas \| Bahrain Victorious \| + 8 s \| \| 9e \| Ben Hermans \| Belgique \| Israel Start-Up Nation \| + 8 s \| \| 10e \| Geoffrey Bouchard \| France \| AG2R Citroën Team \| + 8 s \| |                   |             |                        |                 |
| |                   |             |                        |                 |
| Source : ProCyclingStats |                   |             |                        |                 |
| Classement de l'étape |                   |             |                        |                 |
| Coureur | Coureur           | Pays        | Équipe                 | Temps           |
| 1er | Jonas Vingegaard  | Danemark    | Jumbo-Visma            | 4 h 19 min 08 s |
| 2e | Tadej Pogačar     | Slovénie    | UAE Team Emirates      | + 3 s           |
| 3e | Adam Yates        | Royaume-Uni | Ineos Grenadiers       | + 3 s           |
| 4e | Sergio Higuita    | Colombie    | EF Education-Nippo     | + 5 s           |
| 5e | João Almeida      | Portugal    | Deceuninck-Quick Step  | + 6 s           |
| 6e | Nick Schultz      | Australie   | Team BikeExchange      | + 6 s           |
| 7e | Sepp Kuss         | États-Unis  | Jumbo-Visma            | + 8 s           |
| 8e | Wout Poels        | Pays-Bas    | Bahrain Victorious     | + 8 s           |
| 9e | Ben Hermans       | Belgique    | Israel Start-Up Nation | + 8 s           |
| 10e | Geoffrey Bouchard | France      | AG2R Citroën Team      | + 8 s           |

| \| Classement général \| Classement général \| Classement général \| Classement général \| Classement général \| \| Coureur \| Coureur \| Pays \| Équipe \| Temps \| \| ------------------ \| ------------------ \| ------------------ \| --------------------- \| ------------------ \| \| 1er \| Tadej Pogačar \| Slovénie \| UAE Team Emirates \| 12 h 50 min 21 s \| \| 2e \| Adam Yates \| Royaume-Uni \| Ineos Grenadiers \| + 45 s \| \| 3e \| João Almeida \| Portugal \| Deceuninck-Quick Step \| + 1 min 12 s \| \| 4e \| Chris Harper \| Australie \| Jumbo-Visma \| + 1 min 54 s \| \| 5e \| Neilson Powless \| États-Unis \| EF Education-Nippo \| + 1 min 56 s \| \| 6e \| Mattias Skjelmose \| Danemark \| Trek-Segafredo \| + 2 min 47 s \| \| 7e \| Damiano Caruso \| Italie \| Bahrain Victorious \| + 2 min 49 s \| \| 8e \| Mattia Cattaneo \| Italie \| Deceuninck-Quick Step \| + 4 min 03 s \| \| 9e \| Rubén Fernández \| Espagne \| Cofidis \| + 4 min 23 s \| \| 10e \| Fausto Masnada \| Italie \| Deceuninck-Quick Step \| + 6 min 40 s \| |                   |             |                       |                  |
| |                   |             |                       |                  |
| Source : ProCyclingStats |                   |             |                       |                  |
| Classement général |                   |             |                       |                  |
| Coureur | Coureur           | Pays        | Équipe                | Temps            |
| 1er | Tadej Pogačar     | Slovénie    | UAE Team Emirates     | 12 h 50 min 21 s |
| 2e | Adam Yates        | Royaume-Uni | Ineos Grenadiers      | + 45 s           |
| 3e | João Almeida      | Portugal    | Deceuninck-Quick Step | + 1 min 12 s     |
| 4e | Chris Harper      | Australie   | Jumbo-Visma           | + 1 min 54 s     |
| 5e | Neilson Powless   | États-Unis  | EF Education-Nippo    | + 1 min 56 s     |
| 6e | Mattias Skjelmose | Danemark    | Trek-Segafredo        | + 2 min 47 s     |
| 7e | Damiano Caruso    | Italie      | Bahrain Victorious    | + 2 min 49 s     |
| 8e | Mattia Cattaneo   | Italie      | Deceuninck-Quick Step | + 4 min 03 s     |
| 9e | Rubén Fernández   | Espagne     | Cofidis               | + 4 min 23 s     |
| 10e | Fausto Masnada    | Italie      | Deceuninck-Quick Step | + 6 min 40 s     |

### 6eétape
| \| Classement de l'étape \| Classement de l'étape \| Classement de l'étape \| Classement de l'étape \| Classement de l'étape \| \| Coureur \| Coureur \| Pays \| Équipe \| Temps \| \| --------------------- \| --------------------- \| --------------------- \| ---------------------- \| --------------------- \| \| 1er \| Sam Bennett \| Irlande \| Deceuninck-Quick Step \| 3 h 32 min 23 s \| \| 2e \| Elia Viviani \| Italie \| Cofidis \| + 0 s \| \| 3e \| Pascal Ackermann \| Allemagne \| Bora-Hansgrohe \| + 0 s \| \| 4e \| David Dekker \| Pays-Bas \| Jumbo-Visma \| + 0 s \| \| 5e \| Fernando Gaviria \| Colombie \| UAE Team Emirates \| + 0 s \| \| 6e \| Giacomo Nizzolo \| Italie \| Qhubeka Assos \| + 0 s \| \| 7e \| Kaden Groves \| Australie \| Team BikeExchange \| + 0 s \| \| 8e \| André Greipel \| Allemagne \| Israel Start-Up Nation \| + 0 s \| \| 9e \| Cees Bol \| Pays-Bas \| Team DSM \| + 0 s \| \| 10e \| Michael Mørkøv \| Danemark \| Deceuninck-Quick Step \| + 0 s \| |                  |           |                        |                 |
| |                  |           |                        |                 |
| Source : ProCyclingStats |                  |           |                        |                 |
| Classement de l'étape |                  |           |                        |                 |
| Coureur | Coureur          | Pays      | Équipe                 | Temps           |
| 1er | Sam Bennett      | Irlande   | Deceuninck-Quick Step  | 3 h 32 min 23 s |
| 2e | Elia Viviani     | Italie    | Cofidis                | + 0 s           |
| 3e | Pascal Ackermann | Allemagne | Bora-Hansgrohe         | + 0 s           |
| 4e | David Dekker     | Pays-Bas  | Jumbo-Visma            | + 0 s           |
| 5e | Fernando Gaviria | Colombie  | UAE Team Emirates      | + 0 s           |
| 6e | Giacomo Nizzolo  | Italie    | Qhubeka Assos          | + 0 s           |
| 7e | Kaden Groves     | Australie | Team BikeExchange      | + 0 s           |
| 8e | André Greipel    | Allemagne | Israel Start-Up Nation | + 0 s           |
| 9e | Cees Bol         | Pays-Bas  | Team DSM               | + 0 s           |
| 10e | Michael Mørkøv   | Danemark  | Deceuninck-Quick Step  | + 0 s           |

| \| Classement général \| Classement général \| Classement général \| Classement général \| Classement général \| \| Coureur \| Coureur \| Pays \| Équipe \| Temps \| \| ------------------ \| ------------------ \| ------------------ \| --------------------- \| ------------------ \| \| 1er \| Tadej Pogačar \| Slovénie \| UAE Team Emirates \| 20 h 41 min 59 s \| \| 2e \| Adam Yates \| Royaume-Uni \| Ineos Grenadiers \| + 35 s \| \| 3e \| João Almeida \| Portugal \| Deceuninck-Quick Step \| + 1 min 02 s \| \| 4e \| Chris Harper \| Australie \| Jumbo-Visma \| + 1 min 44 s \| \| 5e \| Neilson Powless \| États-Unis \| EF Education-Nippo \| + 1 min 46 s \| \| 6e \| Mattias Skjelmose \| Danemark \| Trek-Segafredo \| + 2 min 37 s \| \| 7e \| Damiano Caruso \| Italie \| Bahrain Victorious \| + 2 min 39 s \| \| 8e \| Mattia Cattaneo \| Italie \| Deceuninck-Quick Step \| + 3 min 53 s \| \| 9e \| Rubén Fernández \| Espagne \| Cofidis \| + 4 min 13 s \| \| 10e \| Fausto Masnada \| Italie \| Deceuninck-Quick Step \| + 6 min 30 s \| |                   |             |                       |                  |
| |                   |             |                       |                  |
| Source : ProCyclingStats |                   |             |                       |                  |
| Classement général |                   |             |                       |                  |
| Coureur | Coureur           | Pays        | Équipe                | Temps            |
| 1er | Tadej Pogačar     | Slovénie    | UAE Team Emirates     | 20 h 41 min 59 s |
| 2e | Adam Yates        | Royaume-Uni | Ineos Grenadiers      | + 35 s           |
| 3e | João Almeida      | Portugal    | Deceuninck-Quick Step | + 1 min 02 s     |
| 4e | Chris Harper      | Australie   | Jumbo-Visma           | + 1 min 44 s     |
| 5e | Neilson Powless   | États-Unis  | EF Education-Nippo    | + 1 min 46 s     |
| 6e | Mattias Skjelmose | Danemark    | Trek-Segafredo        | + 2 min 37 s     |
| 7e | Damiano Caruso    | Italie      | Bahrain Victorious    | + 2 min 39 s     |
| 8e | Mattia Cattaneo   | Italie      | Deceuninck-Quick Step | + 3 min 53 s     |
| 9e | Rubén Fernández   | Espagne     | Cofidis               | + 4 min 13 s     |
| 10e | Fausto Masnada    | Italie      | Deceuninck-Quick Step | + 6 min 30 s     |

### 7eétape
| \| Classement de l'étape \| Classement de l'étape \| Classement de l'étape \| Classement de l'étape \| Classement de l'étape \| \| Coureur \| Coureur \| Pays \| Équipe \| Temps \| \| --------------------- \| --------------------- \| --------------------- \| ---------------------------------- \| --------------------- \| \| 1er \| Caleb Ewan \| Australie \| Lotto-Soudal \| 3 h 18 min 29 s \| \| 2e \| Sam Bennett \| Irlande \| Deceuninck-Quick Step \| + 0 s \| \| 3e \| Phil Bauhaus \| Allemagne \| Bahrain Victorious \| + 0 s \| \| 4e \| Michael Mørkøv \| Danemark \| Deceuninck-Quick Step \| + 0 s \| \| 5e \| Cees Bol \| Pays-Bas \| Team DSM \| + 0 s \| \| 6e \| André Greipel \| Allemagne \| Israel Start-Up Nation \| + 0 s \| \| 7e \| Andrea Vendrame \| Italie \| AG2R Citroën Team \| + 0 s \| \| 8e \| Luka Mezgec \| Slovénie \| Team BikeExchange \| + 0 s \| \| 9e \| Riccardo Minali \| Italie \| Intermarché-Wanty-Gobert Matériaux \| + 0 s \| \| 10e \| Yevgeniy Gidich \| Kazakhstan \| Astana-Premier Tech \| + 0 s \| |                 |            |                                    |                 |
| |                 |            |                                    |                 |
| Source : ProCyclingStats |                 |            |                                    |                 |
| Classement de l'étape |                 |            |                                    |                 |
| Coureur | Coureur         | Pays       | Équipe                             | Temps           |
| 1er | Caleb Ewan      | Australie  | Lotto-Soudal                       | 3 h 18 min 29 s |
| 2e | Sam Bennett     | Irlande    | Deceuninck-Quick Step              | + 0 s           |
| 3e | Phil Bauhaus    | Allemagne  | Bahrain Victorious                 | + 0 s           |
| 4e | Michael Mørkøv  | Danemark   | Deceuninck-Quick Step              | + 0 s           |
| 5e | Cees Bol        | Pays-Bas   | Team DSM                           | + 0 s           |
| 6e | André Greipel   | Allemagne  | Israel Start-Up Nation             | + 0 s           |
| 7e | Andrea Vendrame | Italie     | AG2R Citroën Team                  | + 0 s           |
| 8e | Luka Mezgec     | Slovénie   | Team BikeExchange                  | + 0 s           |
| 9e | Riccardo Minali | Italie     | Intermarché-Wanty-Gobert Matériaux | + 0 s           |
| 10e | Yevgeniy Gidich | Kazakhstan | Astana-Premier Tech                | + 0 s           |

## Classements finals

### Classement général final
| \| Classement général \| Classement général \| Classement général \| Classement général \| Classement général \| \| Coureur \| Coureur \| Pays \| Équipe \| Temps \| \| ------------------ \| ------------------ \| ------------------ \| --------------------- \| ------------------ \| \| 1er \| Tadej Pogačar \| Slovénie \| UAE Team Emirates \| 24 h 00 min 28 s \| \| 2e \| Adam Yates \| Royaume-Uni \| Ineos Grenadiers \| + 35 s \| \| 3e \| João Almeida \| Portugal \| Deceuninck-Quick Step \| + 1 min 02 s \| \| 4e \| Chris Harper \| Australie \| Jumbo-Visma \| + 1 min 42 s \| \| 5e \| Neilson Powless \| États-Unis \| EF Education-Nippo \| + 1 min 45 s \| \| 6e \| Mattias Skjelmose \| Danemark \| Trek-Segafredo \| + 2 min 37 s \| \| 7e \| Damiano Caruso \| Italie \| Bahrain Victorious \| + 2 min 39 s \| \| 8e \| Mattia Cattaneo \| Italie \| Deceuninck-Quick Step \| + 3 min 53 s \| \| 9e \| Rubén Fernández \| Espagne \| Cofidis \| + 4 min 13 s \| \| 10e \| Fausto Masnada \| Italie \| Deceuninck-Quick Step \| + 6 min 30 s \| |                   |             |                       |                  |
| |                   |             |                       |                  |
| Source : ProCyclingStats |                   |             |                       |                  |
| Classement général |                   |             |                       |                  |
| Coureur | Coureur           | Pays        | Équipe                | Temps            |
| 1er | Tadej Pogačar     | Slovénie    | UAE Team Emirates     | 24 h 00 min 28 s |
| 2e | Adam Yates        | Royaume-Uni | Ineos Grenadiers      | + 35 s           |
| 3e | João Almeida      | Portugal    | Deceuninck-Quick Step | + 1 min 02 s     |
| 4e | Chris Harper      | Australie   | Jumbo-Visma           | + 1 min 42 s     |
| 5e | Neilson Powless   | États-Unis  | EF Education-Nippo    | + 1 min 45 s     |
| 6e | Mattias Skjelmose | Danemark    | Trek-Segafredo        | + 2 min 37 s     |
| 7e | Damiano Caruso    | Italie      | Bahrain Victorious    | + 2 min 39 s     |
| 8e | Mattia Cattaneo   | Italie      | Deceuninck-Quick Step | + 3 min 53 s     |
| 9e | Rubén Fernández   | Espagne     | Cofidis               | + 4 min 13 s     |
| 10e | Fausto Masnada    | Italie      | Deceuninck-Quick Step | + 6 min 30 s     |

### Classements annexes finaux
| Classement par points | Classement par points | Classement par points | Classement par points | Classement par points |
| Coureur               | Coureur               | Pays                  | Équipe                | Points                |
| --------------------- | --------------------- | --------------------- | --------------------- | --------------------- |
| 1er                   | David Dekker          | Pays-Bas              | Jumbo-Visma           | 66 pts                |
| 2e                    | Sam Bennett           | Irlande               | Deceuninck-Quick Step | 56 pts                |
| 3e                    | Tadej Pogačar         | Slovénie              | UAE Team Emirates     | 51 pts                |
| 4e                    | João Almeida          | Portugal              | Deceuninck-Quick Step | 35 pts                |
| 5e                    | Tony Gallopin         | France                | AG2R Citroën Team     | 33 pts                |
| 6e                    | Elia Viviani          | Italie                | Cofidis               | 33 pts                |
| 7e                    | Caleb Ewan            | Australie             | Lotto-Soudal          | 32 pts                |
| 8e                    | Adam Yates            | Royaume-Uni           | Ineos Grenadiers      | 28 pts                |
| 9e                    | Michael Mørkøv        | Danemark              | Deceuninck-Quick Step | 28 pts                |
| 10e                   | Filippo Ganna         | Italie                | Ineos Grenadiers      | 21 pts                |

| Classement par points | Classement par points | Classement par points | Classement par points | Classement par points |
| Coureur               | Coureur               | Pays                  | Équipe                | Points                |
| --------------------- | --------------------- | --------------------- | --------------------- | --------------------- |
| 1er                   | David Dekker          | Pays-Bas              | Jumbo-Visma           | 66 pts                |
| 2e                    | Sam Bennett           | Irlande               | Deceuninck-Quick Step | 56 pts                |
| 3e                    | Tadej Pogačar         | Slovénie              | UAE Team Emirates     | 51 pts                |
| 4e                    | João Almeida          | Portugal              | Deceuninck-Quick Step | 35 pts                |
| 5e                    | Tony Gallopin         | France                | AG2R Citroën Team     | 33 pts                |
| 6e                    | Elia Viviani          | Italie                | Cofidis               | 33 pts                |
| 7e                    | Caleb Ewan            | Australie             | Lotto-Soudal          | 32 pts                |
| 8e                    | Adam Yates            | Royaume-Uni           | Ineos Grenadiers      | 28 pts                |
| 9e                    | Michael Mørkøv        | Danemark              | Deceuninck-Quick Step | 28 pts                |
| 10e                   | Filippo Ganna         | Italie                | Ineos Grenadiers      | 21 pts                |

| Classement du meilleur jeune | Classement du meilleur jeune | Classement du meilleur jeune | Classement du meilleur jeune | Classement du meilleur jeune |
| Coureur                      | Coureur                      | Pays                         | Équipe                       | Temps                        |
| ---------------------------- | ---------------------------- | ---------------------------- | ---------------------------- | ---------------------------- |
| 1er                          | Tadej Pogačar                | Slovénie                     | UAE Team Emirates            | 24 h 00 min 28 s             |
| 2e                           | João Almeida                 | Portugal                     | Deceuninck-Quick Step        | + 1 min 02 s                 |
| 3e                           | Neilson Powless              | États-Unis                   | EF Education-Nippo           | + 1 min 45 s                 |
| 4e                           | Mattias Skjelmose            | Danemark                     | Trek-Segafredo               | + 2 min 37 s                 |
| 5e                           | Sergio Higuita               | Colombie                     | EF Education-Nippo           | + 9 min 47 s                 |
| 6e                           | Stefan de Bod                | Afrique du Sud               | Astana-Premier Tech          | + 12 min 34 s                |
| 7e                           | Harm Vanhoucke               | Belgique                     | Lotto-Soudal                 | + 13 min 05 s                |
| 8e                           | Rémy Rochas                  | France                       | Cofidis                      | + 14 min 06 s                |
| 9e                           | Mikkel Bjerg                 | Danemark                     | UAE Team Emirates            | + 14 min 18 s                |
| 10e                          | Samuele Battistella          | Italie                       | Astana-Premier Tech          | + 14 min 45 s                |

| Classement du meilleur jeune | Classement du meilleur jeune | Classement du meilleur jeune | Classement du meilleur jeune | Classement du meilleur jeune |
| Coureur                      | Coureur                      | Pays                         | Équipe                       | Temps                        |
| ---------------------------- | ---------------------------- | ---------------------------- | ---------------------------- | ---------------------------- |
| 1er                          | Tadej Pogačar                | Slovénie                     | UAE Team Emirates            | 24 h 00 min 28 s             |
| 2e                           | João Almeida                 | Portugal                     | Deceuninck-Quick Step        | + 1 min 02 s                 |
| 3e                           | Neilson Powless              | États-Unis                   | EF Education-Nippo           | + 1 min 45 s                 |
| 4e                           | Mattias Skjelmose            | Danemark                     | Trek-Segafredo               | + 2 min 37 s                 |
| 5e                           | Sergio Higuita               | Colombie                     | EF Education-Nippo           | + 9 min 47 s                 |
| 6e                           | Stefan de Bod                | Afrique du Sud               | Astana-Premier Tech          | + 12 min 34 s                |
| 7e                           | Harm Vanhoucke               | Belgique                     | Lotto-Soudal                 | + 13 min 05 s                |
| 8e                           | Rémy Rochas                  | France                       | Cofidis                      | + 14 min 06 s                |
| 9e                           | Mikkel Bjerg                 | Danemark                     | UAE Team Emirates            | + 14 min 18 s                |
| 10e                          | Samuele Battistella          | Italie                       | Astana-Premier Tech          | + 14 min 45 s                |

| Classement par équipes | Classement par équipes             | Classement par équipes | Classement par équipes |
| Équipe                 | Équipe                             | Pays                   | Temps                  |
| ---------------------- | ---------------------------------- | ---------------------- | ---------------------- |
| 1re                    | UAE Team Emirates                  | Émirats arabes unis    | 72 h 07 min 44 s       |
| 2e                     | Deceuninck-Quick Step              | Belgique               | + 5 min 10 s           |
| 3e                     | Jumbo-Visma                        | Pays-Bas               | + 11 min 01 s          |
| 4e                     | Cofidis                            | France                 | + 16 min 28 s          |
| 5e                     | EF Education-Nippo                 | États-Unis             | + 17 min 25 s          |
| 6e                     | Bahrain Victorious                 | Bahreïn                | + 18 min 59 s          |
| 7e                     | Astana-Premier Tech                | Kazakhstan             | + 29 min 11 s          |
| 8e                     | Bora-Hansgrohe                     | Allemagne              | + 32 min 12 s          |
| 9e                     | Trek-Segafredo                     | États-Unis             | + 34 min 17 s          |
| 10e                    | Intermarché-Wanty-Gobert Matériaux | Belgique               | + 34 min 25 s          |

| Classement par équipes | Classement par équipes             | Classement par équipes | Classement par équipes |
| Équipe                 | Équipe                             | Pays                   | Temps                  |
| ---------------------- | ---------------------------------- | ---------------------- | ---------------------- |
| 1re                    | UAE Team Emirates                  | Émirats arabes unis    | 72 h 07 min 44 s       |
| 2e                     | Deceuninck-Quick Step              | Belgique               | + 5 min 10 s           |
| 3e                     | Jumbo-Visma                        | Pays-Bas               | + 11 min 01 s          |
| 4e                     | Cofidis                            | France                 | + 16 min 28 s          |
| 5e                     | EF Education-Nippo                 | États-Unis             | + 17 min 25 s          |
| 6e                     | Bahrain Victorious                 | Bahreïn                | + 18 min 59 s          |
| 7e                     | Astana-Premier Tech                | Kazakhstan             | + 29 min 11 s          |
| 8e                     | Bora-Hansgrohe                     | Allemagne              | + 32 min 12 s          |
| 9e                     | Trek-Segafredo                     | États-Unis             | + 34 min 17 s          |
| 10e                    | Intermarché-Wanty-Gobert Matériaux | Belgique               | + 34 min 25 s          |

### Classements UCI
La course attribue des points au Classement mondial UCI 2021 selon le barème suivant.
| Position           | 1er | 2e  | 3e  | 4e  | 5e  | 6e  | 7e | 8e | 9e | 10e | 11e | 12e | 13e à 15e | 16e à 25e |
| Classement général | 300 | 250 | 215 | 175 | 120 | 115 | 95 | 75 | 60 | 50  | 40  | 35  | 5         | 3         |
| Par étapes         | 40  | 15  | 6   |     |     |     |    |    |    |     |     |     |           |           |
| Leader             | 6   |     |     |     |     |     |    |    |    |     |     |     |           |           |

## Évolution des classements
| Étape              | Vainqueur            | Classement général   | Classement par points | Classement des sprints | Classement du meilleur jeune |
| ------------------ | -------------------- | -------------------- | --------------------- | ---------------------- | ---------------------------- |
| 1                  | Mathieu van der Poel | Mathieu van der Poel | Mathieu van der Poel  | João Almeida           | David Dekker                 |
| 2                  | Filippo Ganna        | Tadej Pogačar        | João Almeida          | João Almeida           | Tadej Pogačar                |
| 3                  | Tadej Pogačar        | Tadej Pogačar        | Tadej Pogačar         | João Almeida           | Tadej Pogačar                |
| 4                  | Sam Bennett          | Tadej Pogačar        | David Dekker          | Tony Gallopin          | Tadej Pogačar                |
| 5                  | Jonas Vingegaard     | Tadej Pogačar        | Tadej Pogačar         | Thomas De Gendt        | Tadej Pogačar                |
| 6                  | Sam Bennett          | Tadej Pogačar        | David Dekker          | Tony Gallopin          | Tadej Pogačar                |
| 7                  | Caleb Ewan           | Tadej Pogačar        | David Dekker          | Tony Gallopin          | Tadej Pogačar                |
| Classements finals | Classements finals   | Tadej Pogačar        | David Dekker          | Tony Gallopin          | Tadej Pogačar                |

## Liste des participants
| UAE Team Emirates UAD               | UAE Team Emirates UAD             | UAE Team Emirates UAD |
| ----------------------------------- | --------------------------------- | --------------------- |
| Num                                 | Coureur                           | Pos                   |
| 1                                   | Tadej Pogačar (SLO) (chrono)      | 1er                   |
| 2                                   | Mikkel Bjerg (DEN)                | 29e                   |
| 3                                   | Davide Formolo (ITA)              | 23e                   |
| 4                                   | Fernando Gaviria (COL)            | 71e                   |
| 5                                   | Rafał Majka (POL)                 | 22e                   |
| 6                                   | Jan Polanc (SLO)                  | 33e                   |
| 7                                   | Maximiliano Richeze (ARG) (route) | 93e                   |
| Directeur sportif : Andrej Hauptman |                                   |                       |

| Ineos Grenadiers IGD               | Ineos Grenadiers IGD           | Ineos Grenadiers IGD |
| ---------------------------------- | ------------------------------ | -------------------- |
| Num                                | Coureur                        | Pos                  |
| 11                                 | Adam Yates (GBR)               | 2e                   |
| 12                                 | Andrey Amador (CRC)            | 123e                 |
| 13                                 | Filippo Ganna (ITA) (chrono)   | 106e                 |
| 14                                 | Daniel Martínez (COL) (chrono) | AB-7                 |
| 15                                 | Brandon Rivera (COL)           | 60e                  |
| 16                                 | Luke Rowe (GBR)                | 124e                 |
| 17                                 | Iván Sosa (COL)                | 86e                  |
| Directeur sportif : Matteo Tosatto |                                |                      |

| AG2R Citroën Team ACT                | AG2R Citroën Team ACT   | AG2R Citroën Team ACT |
| ------------------------------------ | ----------------------- | --------------------- |
| Num                                  | Coureur                 | Pos                   |
| 21                                   | Tony Gallopin (FRA)     | 79e                   |
| 22                                   | François Bidard (FRA)   | 44e                   |
| 23                                   | Geoffrey Bouchard (FRA) | 15e                   |
| 24                                   | Mathias Frank (SUI)     | 54e                   |
| 25                                   | Jaakko Hänninen (FIN)   | 41e                   |
| 26                                   | Andrea Vendrame (ITA)   | 56e                   |
| 27                                   | Lawrence Warbasse (USA) | 65e                   |
| Directeur sportif : Stéphane Goubert |                         |                       |

| Alpecin-Fenix AFC                       | Alpecin-Fenix AFC                  | Alpecin-Fenix AFC |
| --------------------------------------- | ---------------------------------- | ----------------- |
| Num                                     | Coureur                            | Pos               |
| 31                                      | Mathieu van der Poel (NED) (route) | NP-2              |
| 32                                      | Roy Jans (BEL)                     | NP-2              |
| 33                                      | Jasper Philipsen (BEL)             | NP-2              |
| 34                                      | Jonas Rickaert (BEL)               | NP-2              |
| 35                                      | Kristian Sbaragli (ITA)            | NP-2              |
| 36                                      | Gianni Vermeersch (BEL)            | NP-2              |
| 37                                      | Louis Vervaeke (BEL)               | NP-2              |
| Directeur sportif : Christoph Roodhooft |                                    |                   |

| Astana-Premier Tech APT             | Astana-Premier Tech APT                 | Astana-Premier Tech APT |
| ----------------------------------- | --------------------------------------- | ----------------------- |
| Num                                 | Coureur                                 | Pos                     |
| 41                                  | Alexey Lutsenko (KAZ) (route et chrono) | 51e                     |
| 42                                  | Samuele Battistella (ITA)               | 31e                     |
| 43                                  | Stefan de Bod (RSA)                     | 24e                     |
| 44                                  | Yevgeniy Gidich (KAZ)                   | 88e                     |
| 45                                  | Dmitriy Gruzdev (KAZ)                   | 83e                     |
| 46                                  | Luis León Sánchez (ESP) (route)         | 20e                     |
| 47                                  | Matteo Sobrero (ITA)                    | 50e                     |
| Directeur sportif : Dmitriy Fofonov |                                         |                         |

| Bahrain Victorious TBV            | Bahrain Victorious TBV | Bahrain Victorious TBV |
| --------------------------------- | ---------------------- | ---------------------- |
| Num                               | Coureur                | Pos                    |
| 51                                | Wout Poels (NED)       | 19e                    |
| 52                                | Phil Bauhaus (GER)     | 115e                   |
| 53                                | Damiano Caruso (ITA)   | 7e                     |
| 54                                | Jack Haig (AUS)        | 30e                    |
| 55                                | Gino Mäder (SUI)       | 36e                    |
| 56                                | Jonathan Milan (ITA)   | 113e                   |
| 57                                | Fred Wright (GBR)      | 92e                    |
| Directeur sportif : Neil Stephens |                        |                        |

| Bora-Hansgrohe BOH                   | Bora-Hansgrohe BOH        | Bora-Hansgrohe BOH |
| ------------------------------------ | ------------------------- | ------------------ |
| Num                                  | Coureur                   | Pos                |
| 61                                   | Pascal Ackermann (GER)    | 114e               |
| 62                                   | Cesare Benedetti (ITA)    | 97e                |
| 63                                   | Emanuel Buchmann (GER)    | 12e                |
| 64                                   | Patrick Konrad (AUT)      | 38e                |
| 65                                   | Martin Laas (EST)         | 122e               |
| 66                                   | Michael Schwarzmann (GER) | 116e               |
| 67                                   | Ben Zwiehoff (GER)        | 26e                |
| Directeur sportif : Enrico Poitschke |                           |                    |

| Cofidis COF                         | Cofidis COF             | Cofidis COF |
| ----------------------------------- | ----------------------- | ----------- |
| Num                                 | Coureur                 | Pos         |
| 71                                  | Elia Viviani (ITA)      | 74e         |
| 72                                  | Rubén Fernández (ESP)   | 9e          |
| 73                                  | Nathan Haas (AUS)       | 49e         |
| 74                                  | Rémy Rochas (FRA)       | 28e         |
| 75                                  | Fabio Sabatini (ITA)    | 120e        |
| 76                                  | Kenneth Vanbilsen (BEL) | 77e         |
| 77                                  | Attilio Viviani (ITA)   | 105e        |
| Directeur sportif : Roberto Damiani |                         |             |

| Deceuninck-Quick Step DQT           | Deceuninck-Quick Step DQT | Deceuninck-Quick Step DQT |
| ----------------------------------- | ------------------------- | ------------------------- |
| Num                                 | Coureur                   | Pos                       |
| 81                                  | Sam Bennett (IRL)         | 102e                      |
| 82                                  | João Almeida (POR)        | 3e                        |
| 83                                  | Shane Archbold (NZL)      | 73e                       |
| 84                                  | Mattia Cattaneo (ITA)     | 8e                        |
| 85                                  | Iljo Keisse (BEL)         | 95e                       |
| 86                                  | Fausto Masnada (ITA)      | 10e                       |
| 87                                  | Michael Mørkøv (DEN)      | 66e                       |
| Directeur sportif : Geert Van Bondt |                           |                           |

| EF Education-Nippo EFN               | EF Education-Nippo EFN       | EF Education-Nippo EFN |
| ------------------------------------ | ---------------------------- | ---------------------- |
| Num                                  | Coureur                      | Pos                    |
| 92                                   | Stefan Bissegger (SUI)       | 98e                    |
| 93                                   | Lawson Craddock (USA)        | 61e                    |
| 94                                   | Ruben Guerreiro (POR)        | 27e                    |
| 95                                   | Sergio Higuita (COL) (route) | 11e                    |
| 96                                   | Neilson Powless (USA)        | 5e                     |
| 97                                   | James Whelan (AUS)           | 82e                    |
| Directeur sportif : Charles Wegelius |                              |                        |

| Groupama-FDJ GFC                    | Groupama-FDJ GFC         | Groupama-FDJ GFC |
| ----------------------------------- | ------------------------ | ---------------- |
| Num                                 | Coureur                  | Pos              |
| 101                                 | Matteo Badilatti (SUI)   | 42e              |
| 102                                 | William Bonnet (FRA)     | 110e             |
| 103                                 | Alexys Brunel (FRA)      | 96e              |
| 104                                 | Matthieu Ladagnous (FRA) | 107e             |
| 105                                 | Olivier Le Gac (FRA)     | 55e              |
| 106                                 | Anthony Roux (FRA)       | AB-6             |
| 107                                 | Attila Valter (HUN)      | 39e              |
| Directeur sportif : Jussi Veikkanen |                          |                  |

| Intermarché-Wanty-Gobert Matériaux IWG | Intermarché-Wanty-Gobert Matériaux IWG | Intermarché-Wanty-Gobert Matériaux IWG |
| -------------------------------------- | -------------------------------------- | -------------------------------------- |
| Num                                    | Coureur                                | Pos                                    |
| 111                                    | Jan Hirt (CZE)                         | 37e                                    |
| 112                                    | Louis Meintjes (RSA)                   | 18e                                    |
| 113                                    | Wesley Kreder (NED)                    | 68e                                    |
| 114                                    | Riccardo Minali (ITA)                  | 103e                                   |
| 115                                    | Simone Petilli (ITA)                   | 53e                                    |
| 116                                    | Rein Taaramäe (EST)                    | 35e                                    |
| 117                                    | Kévin Van Melsen (BEL)                 | 94e                                    |
| Directeur sportif : Valerio Piva       |                                        |                                        |

| Israel Start-Up Nation ISN         | Israel Start-Up Nation ISN      | Israel Start-Up Nation ISN |
| ---------------------------------- | ------------------------------- | -------------------------- |
| Num                                | Coureur                         | Pos                        |
| 121                                | Christopher Froome (GBR)        | 47e                        |
| 122                                | Matthias Brändle (AUT) (chrono) | 101e                       |
| 123                                | Alex Dowsett (GBR) (chrono)     | 118e                       |
| 124                                | Omer Goldstein (ISR) (route)    | 57e                        |
| 125                                | André Greipel (GER)             | 80e                        |
| 126                                | Ben Hermans (BEL)               | 13e                        |
| 127                                | Rick Zabel (GER)                | 78e                        |
| Directeur sportif : Rik Verbrugghe |                                 |                            |

| Jumbo-Visma TJV                 | Jumbo-Visma TJV              | Jumbo-Visma TJV |
| ------------------------------- | ---------------------------- | --------------- |
| Num                             | Coureur                      | Pos             |
| 131                             | Koen Bouwman (NED)           | 34e             |
| 132                             | David Dekker (NED)           | 70e             |
| 133                             | Chris Harper (AUS)           | 4e              |
| 134                             | Sepp Kuss (USA)              | 16e             |
| 135                             | Christoph Pfingsten (GER)    | 58e             |
| 136                             | Jonas Vingegaard (DEN)       | 46e             |
| 137                             | Jos van Emden (NED) (chrono) | NP-4            |
| Directeur sportif : Addy Engels |                              |                 |

| Lotto-Soudal LTS                | Lotto-Soudal LTS         | Lotto-Soudal LTS |
| ------------------------------- | ------------------------ | ---------------- |
| Num                             | Coureur                  | Pos              |
| 141                             | Caleb Ewan (AUS)         | 100e             |
| 142                             | Jasper De Buyst (BEL)    | 67e              |
| 143                             | Thomas De Gendt (BEL)    | 69e              |
| 144                             | Roger Kluge (GER)        | 109e             |
| 145                             | Harry Sweeny (AUS)       | 85e              |
| 146                             | Tosh Van der Sande (BEL) | 72e              |
| 147                             | Harm Vanhoucke (BEL)     | 25e              |
| Directeur sportif : Mario Aerts |                          |                  |

| Movistar Team MOV                       | Movistar Team MOV        | Movistar Team MOV |
| --------------------------------------- | ------------------------ | ----------------- |
| Num                                     | Coureur                  | Pos               |
| 151                                     | Alejandro Valverde (ESP) | 40e               |
| 152                                     | Héctor Carretero (ESP)   | 63e               |
| 153                                     | Iñigo Elosegui (ESP)     | 91e               |
| 154                                     | Gregor Mühlberger (AUT)  | 62e               |
| 155                                     | Antonio Pedrero (ESP)    | 52e               |
| 156                                     | Albert Torres (ESP)      | 111e              |
| 157                                     | Davide Villella (ITA)    | 32e               |
| Directeur sportif : José Luis Jaimerena |                          |                   |

| Team BikeExchange BEX            | Team BikeExchange BEX | Team BikeExchange BEX |
| -------------------------------- | --------------------- | --------------------- |
| Num                              | Coureur               | Pos                   |
| 161                              | Luka Mezgec (SLO)     | 89e                   |
| 162                              | Jack Bauer (NZL)      | 64e                   |
| 163                              | Kevin Colleoni (ITA)  | 75e                   |
| 164                              | Tsgabu Grmay (ETH)    | 43e                   |
| 165                              | Kaden Groves (AUS)    | AB-7                  |
| 166                              | Michael Hepburn (AUS) | 90e                   |
| 167                              | Nick Schultz (AUS)    | 14e                   |
| Directeur sportif : Andrew Smith |                       |                       |

| Team DSM DSM                     | Team DSM DSM                 | Team DSM DSM |
| -------------------------------- | ---------------------------- | ------------ |
| Num                              | Coureur                      | Pos          |
| 171                              | Nikias Arndt (GER)           | 59e          |
| 172                              | Thymen Arensman (NED)        | 45e          |
| 173                              | Cees Bol (NED)               | 121e         |
| 174                              | Alberto Dainese (ITA)        | 104e         |
| 175                              | Mark Donovan (GBR)           | 48e          |
| 176                              | Asbjørn Kragh Andersen (DEN) | 117e         |
| 177                              | Florian Stork (GER)          | AB-6         |
| Directeur sportif : Luke Roberts |                              |              |

| Qhubeka Assos TQA                   | Qhubeka Assos TQA             | Qhubeka Assos TQA |
| ----------------------------------- | ----------------------------- | ----------------- |
| Num                                 | Coureur                       | Pos               |
| 181                                 | Giacomo Nizzolo (ITA) (route) | 84e               |
| 182                                 | Lasse Norman Leth (DEN)       | 119e              |
| 183                                 | Bert-Jan Lindeman (NED)       | 81e               |
| 184                                 | Matteo Pelucchi (ITA)         | 108e              |
| 185                                 | Domenico Pozzovivo (ITA)      | 21e               |
| 186                                 | Harry Tanfield (GBR)          | 125e              |
| 187                                 | Max Walscheid (GER)           | 99e               |
| Directeur sportif : Aart Vierhouten |                               |                   |

| Trek-Segafredo TFS                    | Trek-Segafredo TFS      | Trek-Segafredo TFS |
| ------------------------------------- | ----------------------- | ------------------ |
| Num                                   | Coureur                 | Pos                |
| 191                                   | Vincenzo Nibali (ITA)   | 17e                |
| 192                                   | Koen de Kort (NED)      | 112e               |
| 193                                   | Mattias Skjelmose (DEN) | 6e                 |
| 194                                   | Emīls Liepiņš (LAT)     | 87e                |
| 195                                   | Matteo Moschetti (ITA)  | AB-6               |
| 196                                   | Kiel Reijnen (USA)      | 76e                |
| 197                                   | Antonio Tiberi (ITA)    | NP-3               |
| Directeur sportif : Yaroslav Popovych |                         |                    |

| UAE Team Emirates UAD               | UAE Team Emirates UAD             | UAE Team Emirates UAD |
| ----------------------------------- | --------------------------------- | --------------------- |
| Num                                 | Coureur                           | Pos                   |
| 1                                   | Tadej Pogačar (SLO) (chrono)      | 1er                   |
| 2                                   | Mikkel Bjerg (DEN)                | 29e                   |
| 3                                   | Davide Formolo (ITA)              | 23e                   |
| 4                                   | Fernando Gaviria (COL)            | 71e                   |
| 5                                   | Rafał Majka (POL)                 | 22e                   |
| 6                                   | Jan Polanc (SLO)                  | 33e                   |
| 7                                   | Maximiliano Richeze (ARG) (route) | 93e                   |
| Directeur sportif : Andrej Hauptman |                                   |                       |

| Ineos Grenadiers IGD               | Ineos Grenadiers IGD           | Ineos Grenadiers IGD |
| ---------------------------------- | ------------------------------ | -------------------- |
| Num                                | Coureur                        | Pos                  |
| 11                                 | Adam Yates (GBR)               | 2e                   |
| 12                                 | Andrey Amador (CRC)            | 123e                 |
| 13                                 | Filippo Ganna (ITA) (chrono)   | 106e                 |
| 14                                 | Daniel Martínez (COL) (chrono) | AB-7                 |
| 15                                 | Brandon Rivera (COL)           | 60e                  |
| 16                                 | Luke Rowe (GBR)                | 124e                 |
| 17                                 | Iván Sosa (COL)                | 86e                  |
| Directeur sportif : Matteo Tosatto |                                |                      |

| AG2R Citroën Team ACT                | AG2R Citroën Team ACT   | AG2R Citroën Team ACT |
| ------------------------------------ | ----------------------- | --------------------- |
| Num                                  | Coureur                 | Pos                   |
| 21                                   | Tony Gallopin (FRA)     | 79e                   |
| 22                                   | François Bidard (FRA)   | 44e                   |
| 23                                   | Geoffrey Bouchard (FRA) | 15e                   |
| 24                                   | Mathias Frank (SUI)     | 54e                   |
| 25                                   | Jaakko Hänninen (FIN)   | 41e                   |
| 26                                   | Andrea Vendrame (ITA)   | 56e                   |
| 27                                   | Lawrence Warbasse (USA) | 65e                   |
| Directeur sportif : Stéphane Goubert |                         |                       |

| Alpecin-Fenix AFC                       | Alpecin-Fenix AFC                  | Alpecin-Fenix AFC |
| --------------------------------------- | ---------------------------------- | ----------------- |
| Num                                     | Coureur                            | Pos               |
| 31                                      | Mathieu van der Poel (NED) (route) | NP-2              |
| 32                                      | Roy Jans (BEL)                     | NP-2              |
| 33                                      | Jasper Philipsen (BEL)             | NP-2              |
| 34                                      | Jonas Rickaert (BEL)               | NP-2              |
| 35                                      | Kristian Sbaragli (ITA)            | NP-2              |
| 36                                      | Gianni Vermeersch (BEL)            | NP-2              |
| 37                                      | Louis Vervaeke (BEL)               | NP-2              |
| Directeur sportif : Christoph Roodhooft |                                    |                   |

| Astana-Premier Tech APT             | Astana-Premier Tech APT                 | Astana-Premier Tech APT |
| ----------------------------------- | --------------------------------------- | ----------------------- |
| Num                                 | Coureur                                 | Pos                     |
| 41                                  | Alexey Lutsenko (KAZ) (route et chrono) | 51e                     |
| 42                                  | Samuele Battistella (ITA)               | 31e                     |
| 43                                  | Stefan de Bod (RSA)                     | 24e                     |
| 44                                  | Yevgeniy Gidich (KAZ)                   | 88e                     |
| 45                                  | Dmitriy Gruzdev (KAZ)                   | 83e                     |
| 46                                  | Luis León Sánchez (ESP) (route)         | 20e                     |
| 47                                  | Matteo Sobrero (ITA)                    | 50e                     |
| Directeur sportif : Dmitriy Fofonov |                                         |                         |

| Bahrain Victorious TBV            | Bahrain Victorious TBV | Bahrain Victorious TBV |
| --------------------------------- | ---------------------- | ---------------------- |
| Num                               | Coureur                | Pos                    |
| 51                                | Wout Poels (NED)       | 19e                    |
| 52                                | Phil Bauhaus (GER)     | 115e                   |
| 53                                | Damiano Caruso (ITA)   | 7e                     |
| 54                                | Jack Haig (AUS)        | 30e                    |
| 55                                | Gino Mäder (SUI)       | 36e                    |
| 56                                | Jonathan Milan (ITA)   | 113e                   |
| 57                                | Fred Wright (GBR)      | 92e                    |
| Directeur sportif : Neil Stephens |                        |                        |

| Bora-Hansgrohe BOH                   | Bora-Hansgrohe BOH        | Bora-Hansgrohe BOH |
| ------------------------------------ | ------------------------- | ------------------ |
| Num                                  | Coureur                   | Pos                |
| 61                                   | Pascal Ackermann (GER)    | 114e               |
| 62                                   | Cesare Benedetti (ITA)    | 97e                |
| 63                                   | Emanuel Buchmann (GER)    | 12e                |
| 64                                   | Patrick Konrad (AUT)      | 38e                |
| 65                                   | Martin Laas (EST)         | 122e               |
| 66                                   | Michael Schwarzmann (GER) | 116e               |
| 67                                   | Ben Zwiehoff (GER)        | 26e                |
| Directeur sportif : Enrico Poitschke |                           |                    |

| Cofidis COF                         | Cofidis COF             | Cofidis COF |
| ----------------------------------- | ----------------------- | ----------- |
| Num                                 | Coureur                 | Pos         |
| 71                                  | Elia Viviani (ITA)      | 74e         |
| 72                                  | Rubén Fernández (ESP)   | 9e          |
| 73                                  | Nathan Haas (AUS)       | 49e         |
| 74                                  | Rémy Rochas (FRA)       | 28e         |
| 75                                  | Fabio Sabatini (ITA)    | 120e        |
| 76                                  | Kenneth Vanbilsen (BEL) | 77e         |
| 77                                  | Attilio Viviani (ITA)   | 105e        |
| Directeur sportif : Roberto Damiani |                         |             |

| Deceuninck-Quick Step DQT           | Deceuninck-Quick Step DQT | Deceuninck-Quick Step DQT |
| ----------------------------------- | ------------------------- | ------------------------- |
| Num                                 | Coureur                   | Pos                       |
| 81                                  | Sam Bennett (IRL)         | 102e                      |
| 82                                  | João Almeida (POR)        | 3e                        |
| 83                                  | Shane Archbold (NZL)      | 73e                       |
| 84                                  | Mattia Cattaneo (ITA)     | 8e                        |
| 85                                  | Iljo Keisse (BEL)         | 95e                       |
| 86                                  | Fausto Masnada (ITA)      | 10e                       |
| 87                                  | Michael Mørkøv (DEN)      | 66e                       |
| Directeur sportif : Geert Van Bondt |                           |                           |

| EF Education-Nippo EFN               | EF Education-Nippo EFN       | EF Education-Nippo EFN |
| ------------------------------------ | ---------------------------- | ---------------------- |
| Num                                  | Coureur                      | Pos                    |
| 92                                   | Stefan Bissegger (SUI)       | 98e                    |
| 93                                   | Lawson Craddock (USA)        | 61e                    |
| 94                                   | Ruben Guerreiro (POR)        | 27e                    |
| 95                                   | Sergio Higuita (COL) (route) | 11e                    |
| 96                                   | Neilson Powless (USA)        | 5e                     |
| 97                                   | James Whelan (AUS)           | 82e                    |
| Directeur sportif : Charles Wegelius |                              |                        |

| Groupama-FDJ GFC                    | Groupama-FDJ GFC         | Groupama-FDJ GFC |
| ----------------------------------- | ------------------------ | ---------------- |
| Num                                 | Coureur                  | Pos              |
| 101                                 | Matteo Badilatti (SUI)   | 42e              |
| 102                                 | William Bonnet (FRA)     | 110e             |
| 103                                 | Alexys Brunel (FRA)      | 96e              |
| 104                                 | Matthieu Ladagnous (FRA) | 107e             |
| 105                                 | Olivier Le Gac (FRA)     | 55e              |
| 106                                 | Anthony Roux (FRA)       | AB-6             |
| 107                                 | Attila Valter (HUN)      | 39e              |
| Directeur sportif : Jussi Veikkanen |                          |                  |

| Intermarché-Wanty-Gobert Matériaux IWG | Intermarché-Wanty-Gobert Matériaux IWG | Intermarché-Wanty-Gobert Matériaux IWG |
| -------------------------------------- | -------------------------------------- | -------------------------------------- |
| Num                                    | Coureur                                | Pos                                    |
| 111                                    | Jan Hirt (CZE)                         | 37e                                    |
| 112                                    | Louis Meintjes (RSA)                   | 18e                                    |
| 113                                    | Wesley Kreder (NED)                    | 68e                                    |
| 114                                    | Riccardo Minali (ITA)                  | 103e                                   |
| 115                                    | Simone Petilli (ITA)                   | 53e                                    |
| 116                                    | Rein Taaramäe (EST)                    | 35e                                    |
| 117                                    | Kévin Van Melsen (BEL)                 | 94e                                    |
| Directeur sportif : Valerio Piva       |                                        |                                        |

| Israel Start-Up Nation ISN         | Israel Start-Up Nation ISN      | Israel Start-Up Nation ISN |
| ---------------------------------- | ------------------------------- | -------------------------- |
| Num                                | Coureur                         | Pos                        |
| 121                                | Christopher Froome (GBR)        | 47e                        |
| 122                                | Matthias Brändle (AUT) (chrono) | 101e                       |
| 123                                | Alex Dowsett (GBR) (chrono)     | 118e                       |
| 124                                | Omer Goldstein (ISR) (route)    | 57e                        |
| 125                                | André Greipel (GER)             | 80e                        |
| 126                                | Ben Hermans (BEL)               | 13e                        |
| 127                                | Rick Zabel (GER)                | 78e                        |
| Directeur sportif : Rik Verbrugghe |                                 |                            |

| Jumbo-Visma TJV                 | Jumbo-Visma TJV              | Jumbo-Visma TJV |
| ------------------------------- | ---------------------------- | --------------- |
| Num                             | Coureur                      | Pos             |
| 131                             | Koen Bouwman (NED)           | 34e             |
| 132                             | David Dekker (NED)           | 70e             |
| 133                             | Chris Harper (AUS)           | 4e              |
| 134                             | Sepp Kuss (USA)              | 16e             |
| 135                             | Christoph Pfingsten (GER)    | 58e             |
| 136                             | Jonas Vingegaard (DEN)       | 46e             |
| 137                             | Jos van Emden (NED) (chrono) | NP-4            |
| Directeur sportif : Addy Engels |                              |                 |

| Lotto-Soudal LTS                | Lotto-Soudal LTS         | Lotto-Soudal LTS |
| ------------------------------- | ------------------------ | ---------------- |
| Num                             | Coureur                  | Pos              |
| 141                             | Caleb Ewan (AUS)         | 100e             |
| 142                             | Jasper De Buyst (BEL)    | 67e              |
| 143                             | Thomas De Gendt (BEL)    | 69e              |
| 144                             | Roger Kluge (GER)        | 109e             |
| 145                             | Harry Sweeny (AUS)       | 85e              |
| 146                             | Tosh Van der Sande (BEL) | 72e              |
| 147                             | Harm Vanhoucke (BEL)     | 25e              |
| Directeur sportif : Mario Aerts |                          |                  |

| Movistar Team MOV                       | Movistar Team MOV        | Movistar Team MOV |
| --------------------------------------- | ------------------------ | ----------------- |
| Num                                     | Coureur                  | Pos               |
| 151                                     | Alejandro Valverde (ESP) | 40e               |
| 152                                     | Héctor Carretero (ESP)   | 63e               |
| 153                                     | Iñigo Elosegui (ESP)     | 91e               |
| 154                                     | Gregor Mühlberger (AUT)  | 62e               |
| 155                                     | Antonio Pedrero (ESP)    | 52e               |
| 156                                     | Albert Torres (ESP)      | 111e              |
| 157                                     | Davide Villella (ITA)    | 32e               |
| Directeur sportif : José Luis Jaimerena |                          |                   |

| Team BikeExchange BEX            | Team BikeExchange BEX | Team BikeExchange BEX |
| -------------------------------- | --------------------- | --------------------- |
| Num                              | Coureur               | Pos                   |
| 161                              | Luka Mezgec (SLO)     | 89e                   |
| 162                              | Jack Bauer (NZL)      | 64e                   |
| 163                              | Kevin Colleoni (ITA)  | 75e                   |
| 164                              | Tsgabu Grmay (ETH)    | 43e                   |
| 165                              | Kaden Groves (AUS)    | AB-7                  |
| 166                              | Michael Hepburn (AUS) | 90e                   |
| 167                              | Nick Schultz (AUS)    | 14e                   |
| Directeur sportif : Andrew Smith |                       |                       |

| Team DSM DSM                     | Team DSM DSM                 | Team DSM DSM |
| -------------------------------- | ---------------------------- | ------------ |
| Num                              | Coureur                      | Pos          |
| 171                              | Nikias Arndt (GER)           | 59e          |
| 172                              | Thymen Arensman (NED)        | 45e          |
| 173                              | Cees Bol (NED)               | 121e         |
| 174                              | Alberto Dainese (ITA)        | 104e         |
| 175                              | Mark Donovan (GBR)           | 48e          |
| 176                              | Asbjørn Kragh Andersen (DEN) | 117e         |
| 177                              | Florian Stork (GER)          | AB-6         |
| Directeur sportif : Luke Roberts |                              |              |

| Qhubeka Assos TQA                   | Qhubeka Assos TQA             | Qhubeka Assos TQA |
| ----------------------------------- | ----------------------------- | ----------------- |
| Num                                 | Coureur                       | Pos               |
| 181                                 | Giacomo Nizzolo (ITA) (route) | 84e               |
| 182                                 | Lasse Norman Leth (DEN)       | 119e              |
| 183                                 | Bert-Jan Lindeman (NED)       | 81e               |
| 184                                 | Matteo Pelucchi (ITA)         | 108e              |
| 185                                 | Domenico Pozzovivo (ITA)      | 21e               |
| 186                                 | Harry Tanfield (GBR)          | 125e              |
| 187                                 | Max Walscheid (GER)           | 99e               |
| Directeur sportif : Aart Vierhouten |                               |                   |

| Trek-Segafredo TFS                    | Trek-Segafredo TFS      | Trek-Segafredo TFS |
| ------------------------------------- | ----------------------- | ------------------ |
| Num                                   | Coureur                 | Pos                |
| 191                                   | Vincenzo Nibali (ITA)   | 17e                |
| 192                                   | Koen de Kort (NED)      | 112e               |
| 193                                   | Mattias Skjelmose (DEN) | 6e                 |
| 194                                   | Emīls Liepiņš (LAT)     | 87e                |
| 195                                   | Matteo Moschetti (ITA)  | AB-6               |
| 196                                   | Kiel Reijnen (USA)      | 76e                |
| 197                                   | Antonio Tiberi (ITA)    | NP-3               |
| Directeur sportif : Yaroslav Popovych |                         |                    |